# Lokal mieszkalny

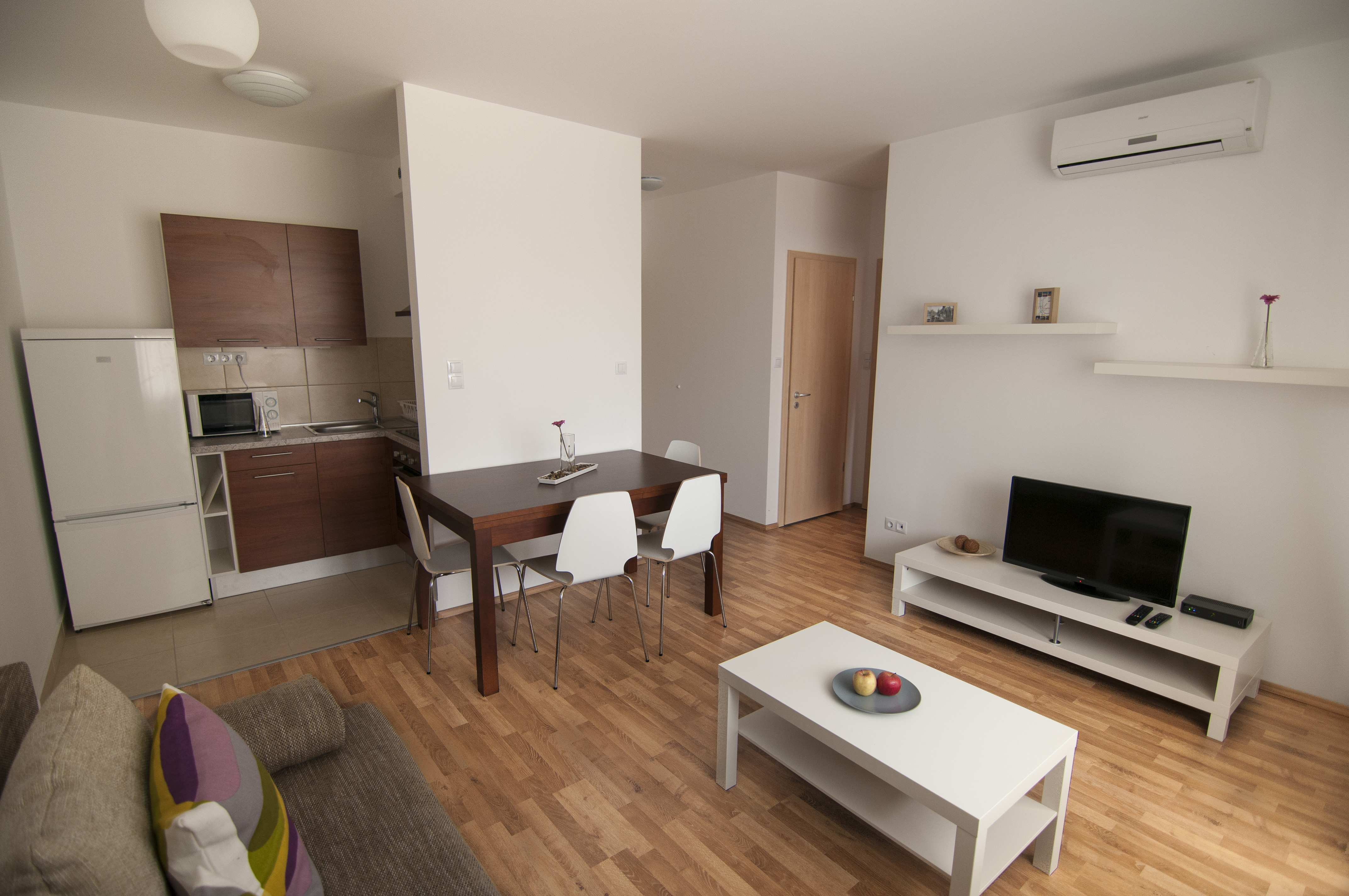
Lokal mieszkalny

Lokal mieszkalny – trwale wydzielony fragment nieruchomości – budynku mieszkalnego, służący do zaspokojenia potrzeb bytowych co najmniej jednej osoby (najczęściej rodziny). Składa się przeważnie z kilku pokojów, kuchni, łazienki z ubikacją oraz korytarza.

## Definicje
Samodzielny lokal mieszkalny może stanowić odrębną własność, czyli nieruchomość lokalową. Położony jest na określonej nieruchomości, stanowiącej nieruchomość wspólną (art. 3 ustawy z 24 czerwca 1994 roku o własności lokali (uwl)). Do lokalu przypisany jest udział w nieruchomości wspólnej. Współwłasność nieruchomości wspólnej jest prawem, związanym z prawem własności nieruchomości lokalowej i nie może być zniesiona (art. 3 ust. 1 uwl).
Według Przepisów techniczno-budowlanych:
§ 3. Ilekroć w rozporządzeniu jest mowa o:[...] mieszkaniu - należy przez to rozumieć zespół pomieszczeń mieszkalnych i pomocniczych, mający odrębne wejście, wydzielony stałymi przegrodami budowlanymi, umożliwiający stały pobyt ludzi i prowadzenie samodzielnego gospodarstwa domowego.
Polskie prawo przewiduje następujące wymagania dotyczące mieszkań w budynkach wielorodzinnych:
- mieszkanie, oprócz pomieszczeń mieszkalnych, powinno mieć kuchnię lub aneks kuchenny, łazienkę, ustęp wydzielony lub miskę ustępową w łazience, przestrzeń składowania, miejsce umożliwiające zainstalowanie automatycznej pralki domowej oraz przestrzeń komunikacji wewnętrzne
- w budynku mieszkalnym wielorodzinnym w łazienkach powinno być możliwe zainstalowanie wanny lub kabiny natryskowej, umywalki, miski ustępowej (jeżeli nie ma ustępu wydzielonego)
- pomieszczenie mieszkalne i kuchenne powinno mieć bezpośrednie oświetlenie światłem dziennym
- mieszkanie powinno mieć powierzchnię użytkową nie mniejszą niż 25 m²
- w mieszkaniu co najmniej jeden pokój powinien mieć powierzchnię nie mniejszą niż 16 mkw
- pokoje w budynkach mieszkalnych powinny mieć przynajmniej 2,5 m wysokości.

## Wielkość mieszkania
Według danych GUS na 31 grudnia 2015 r. średnia wielkość mieszkania w Polsce wynosi 73,6 mkw. Na wsi jest to 92,7 mkw, a w miastach 64,4 mkw. 
Statystycznie mieszkania w Polsce są mniejsze niż w większości krajów w Europie. W Unii Europejskiej na osobę przypada średnio 41,7 mkw, a w Polsce 27 mkw. Największe mieszkania w Europie mają Islandczycy (68,6 mkw na osobę), Duńczycy (55 mkw na osobę) i Luksemburczycy (54,6 mkw). Standardy podobne do polskich obowiązują w Irlandii (28,9 mkw na osobę).  
W latach PRL lokale mieszkalne określane były następującymi skrótami (w zależności od liczby osób, które miały je zamieszkiwać oraz liczby izb):
| Kategoria        | Liczba osób | Układ                                | Metraż - norma z 1959 roku | Metraż - norma z 1974 roku |
| ---------------- | ----------- | ------------------------------------ | -------------------------- | -------------------------- |
| M1 tzw.kawalerka | 1           | 1 pokój z aneksem kuchennym          | 17-20                      | 25-28                      |
| M2               | 2           | 1 pokój i kuchnia lub aneks kuchenny | 24-30                      | 30-35                      |
| M3               | 3           | 2 pokoje i kuchnia                   | 33-38                      | 44-48                      |
| M4               | 4           | 3 pokoje i kuchnia                   | 42-48                      | 56-61                      |
| M5               | 5           | 4 pokoje i kuchnia                   | 51-57                      | 65-70                      |
| M6               | 6-7         |                                      | 59-65                      | 75-85                      |
| M7               | 7           |                                      | 67-71                      | nie normowany              |

Obecnie wielkość mieszkania określa się zazwyczaj poprzez liczbę pokoi, do których zalicza się pokój dzienny i sypialnie. W USA i Wielkiej Brytanii pokoju rodzinnego nie zalicza się do pokojów, liczy się tylko sypialnie. Lokal, który ma wspólne sypialnie nie nadaje się prawnie dla rodziny. 

## Standard mieszkania

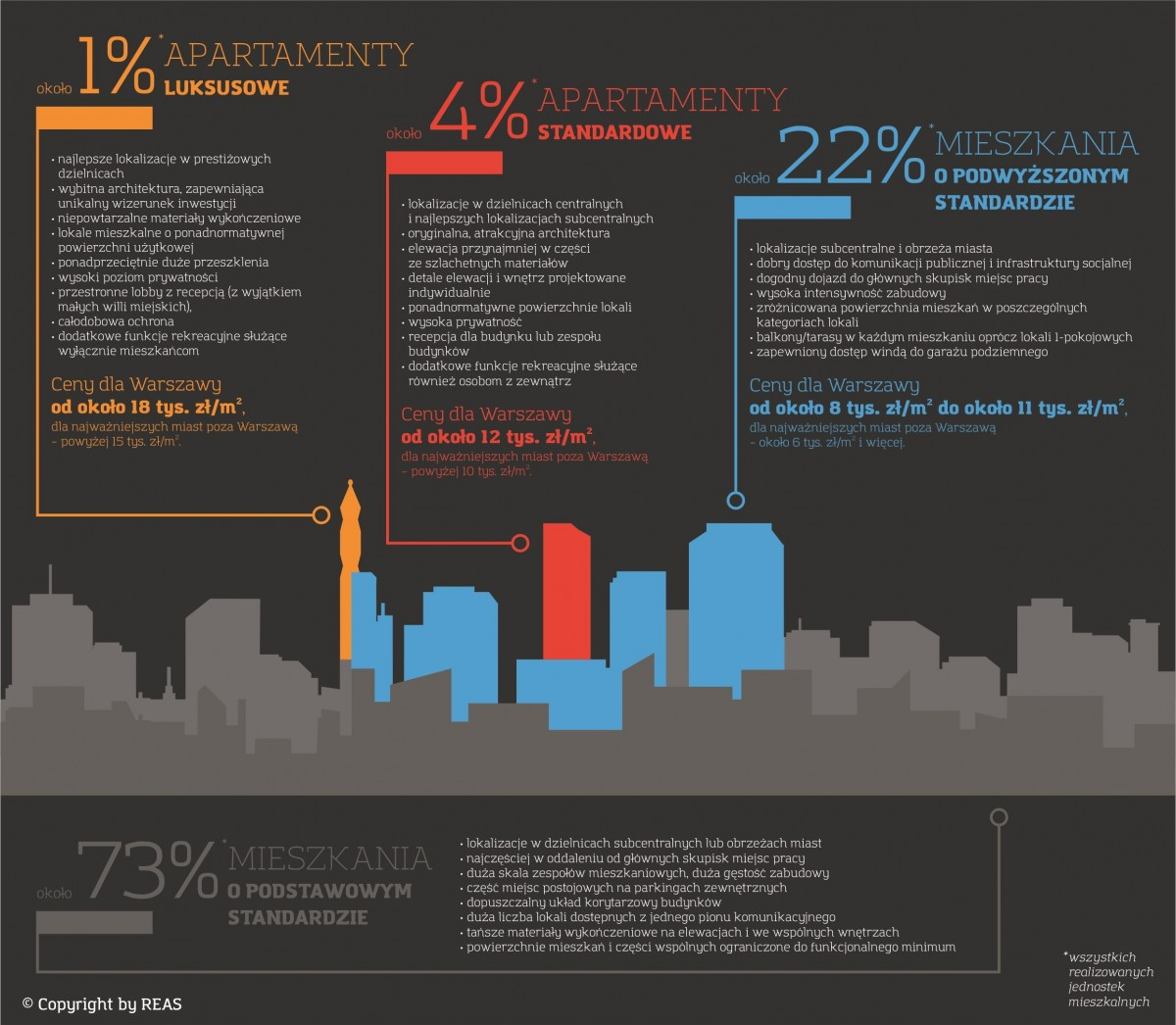
Infografika prezentuje cechy mieszkań o podstawowym i rozszerzonym standardzie, apartamentów i apartamentów luksusowych. Pokazuje również ich średnie ceny i procentowy udział wśród wszystkich realizowanych jednostek mieszkaniowych

Obecnie powstające lokale mieszkalne można podzielić na kategorie w zależności od ich standardu:
- Mieszkania, dzielą się na 2 podsegmenty:
  - Mieszkania o podstawowym standardzie (ang. low-end):  dostępne cenowo,  usytuowane na peryferiach miast lub w mniej atrakcyjnych dzielnicach, powstają w dużych zespołach budynków, a do ich budowy wykorzystywane są najtańsze technologie. Powierzchnia mieszkań jest zbliżona do funkcjonalnego minimum, a wysokość pomieszczeń wynosi 250-260 cm.
  - Mieszkania o podwyższonym standardzie (ang. lower-middle): mają większą powierzchnię, zwykle znajdują się w nich garderoby. Budynki i ich otoczenie są estetyczne i funkcjonalne zagospodarowane, mają garaże i windy. Osiedla zwykle są ogrodzone, z kontrolowanym dostępem. Materiały wykorzystane przy realizacji i prace wykończeniowe mieszczą się w średnich zakresach cenowych i jakościowych.
- Apartamenty, dzielą się na 2 podsegmenty:
  - Apartamenty (ang. upper-middle): w prestiżowych lokalizacjach, zbudowane z wykorzystaniem materiałów wysokiej jakości, standardem jest recepcja w budynku i winda. Budynki mają całodobową ochronę i monitoring. Powierzchnie apartamentów są podobne do tych w mieszkaniach o podwyższonym standardzie, jednak regułą jest garderoba i możliwość wydzielenia niezależnej, widnej kuchni. Wysokość pomieszczeń w apartamentach to co najmniej 275 cm.
  - Apartamenty luksusowe (ang. high-end): budynki o niebanalnej architekturze, sygnowanej znakomitymi nazwiskami, zlokalizowane blisko terenów zielonych lub kompleksów zabytkowych. Powierzchnia większości lokali w tym segmencie przekracza 100 mkw. Wymagana jest garderoba, sypialnia typu master suit jest standardem. Mieszkańcy mogą korzystać z serwisu concierge, drobnych napraw, sprzątania lokalu i obiektów sportowo-rekreacyjnych.